# 作宾两似蟹甲草
作宾两似蟹甲草（学名：Parasenecio ambignus var. wangianus）为菊科蟹甲草属下的一个变种。生长于海拔1700米的山谷。产于山西(霍县、霍峪山)。

## 扩展阅读
- 維基物種上的相關：作宾两似蟹甲草